# San Isidro Vista Hermosa, Oaxaca
San Isidro Vista Hermosa är en ort i Mexiko.   Den ligger i kommunen Santa Cruz Nundaco och delstaten Oaxaca, i den sydöstra delen av landet, 290 km sydost om huvudstaden Mexico City. San Isidro Vista Hermosa ligger 2 279 meter över havet och antalet invånare är 342.
Terrängen runt San Isidro Vista Hermosa är lite bergig. Runt San Isidro Vista Hermosa är det ganska glesbefolkat, med 22 invånare per kvadratkilometer. Närmaste större samhälle är Heroica Ciudad de Tlaxiaco, 10,2 km norr om San Isidro Vista Hermosa. I omgivningarna runt San Isidro Vista Hermosa växer huvudsakligen savannskog.